# Cesare Pellegrino
Cesare Pellegrino (Reggio Calabria, 2 febbraio 1961) è un ex pallavolista e allenatore di pallavolo italiano, di ruolo schiacciatore.
Nel corso della sua carriera ha militato undici stagioni in serie A, con settanta presenze in azzurro nella Nazionale Junior e Senior, tra il 1979 al 1982, con le quali ha disputato quattro finali di Coppa. Dopo il ritiro ha intrapreso la carriera di allenatore e attualmente è dirigente sportivo della Sport Specialist Reggio Calabria, serie A3. 

## Carriera

Amaro Piu' Loreto 1978

Cresciuto a Reggio Calabria, esordisce nel mondo della pallavolo nel 1975, appena tredicenne, nella squadra della sua città, la “Libertas Sbarre”, dove disputa fino al 1978 i campionati di serie B. A partire dal 1978 viene convocato alle Nazionali Giovanili Juniores e Under 23, partecipando a vari tornei internazionali con la maglia azzurra allenata da Franco Anderlini, con la qualificazione ai Campionati Europei Juniores in Finlandia e agli Europei Juniores in Portogallo (1979-1980).

Campionati Europei Nazionale Juniores 1979

Campionato Nazionale serie A Birra Taxis Chieti 1982

Nel 1981 partecipa alla XI Universiade Under 23 in Romania. Nello stesso anno viene convocato nella Nazionale Seniores, con la quale disputa la Coppa Europa Occidentale in Germania.  
Nel 1978 passa all’”Amaro Più Loreto” (AN), che milita nel campionato di Serie A1, dove gioca fino al 1982, allenato prima da Edward Skorek e dopo da Miroslav Nekola. Con la stessa società disputa la finale di Coppa Confederale CEV a Cannes (1979-1980) e tre finali di Coppa Italia (1979-80, 1980-81, 1982-83). Sempre in serie A1, dal 1982 al 1984 viene ingaggiato nella squadra della “Birra Taxis Chieti” allenata da Enrique Edelstein .
Dal 1984 al 1987, torna a Reggio Calabria nella “Jonica Agrumi” dove disputa il campionato di serie A2 , negli anni in cui la squadra è allenata da Ivan Seferinov  e Park Ki Won.
Dal 1987 al 1990 passa alla “Eudecor/Ce.di.sa. Salerno” di Dimitar Zlatanov, partecipando al campionato di serie A2.
Negli anni successivi fino al suo ritiro milita in diverse squadre, partecipando ai campionati di serie B. Nel 1990-91 gioca nella “Pallavolo Lamezia” in serie B1;n el 1991-92 passa alla “Messaggerie Catania Volley”, in B1; nel 1992-93 torna alla “Pallavolo Lamezia” in serie B1; dal 1993 al 1997 gioca nella “Dacca Volley RC” in serie B1 e B2.      
Dopo il ritiro, nel 1998, inizia la carriera di allenatore FIPAV III grado, su incarico di diverse società sia maschili che femminili, con le quali disputa 21 campionati fino al 2024.
A livello dirigenziale, nel giugno 2024, viene ingaggiato dalla Lega Pallavolo Serie A, con l’incarico di Direttore Sportivo della Società Sport Specialist Reggio Calabria, con la quale affronta il campionato di serie A3m. Parallelamente alla carriera di allenatore, si è dedicato alle attività formative di Beach Valley e alla prestazione di consulenza professionale presso enti. Dal 2010 al 2020 è stato commentatore sportivo della rubrica “Parole al Choach” presso la testata giornalistica Scomunicando.it 